# Hrabia Chatham
Baronowie Chatham 1. kreacji (parostwo Wielkiej Brytanii)
- 1705–1743: John Campbell, 2. książę Argyll i 1. baron Chatham

Baronowie Chatham 2. kreacji (parostwo Wielkiej Brytanii)
- 1761–1803: Hester Pitt, 1. baronowa Chatham
- 1803–1835: John Pitt, 2. hrabia Chatham i 2. baron Chatham

Hrabiowie Chatham 1. kreacji (parostwo Wielkiej Brytanii)
- dodatkowy tytuł: wicehrabia Pitt
- 1766–1778: William Pitt, 1. hrabia Chatham
- 1778–1835: John Pitt, 2. hrabia Chatham